# NGC 760
NGC 760 је двојна звезда у сазвежђу Троугао која се налази на NGC листи објеката дубоког неба.
Деклинација објекта је + 33° 21' 19" а ректасцензија 1h 57m 47,3s. Привидна величина (магнитуда) објекта NGC 760 износи 12,8.